# Christ Church (Oxford)

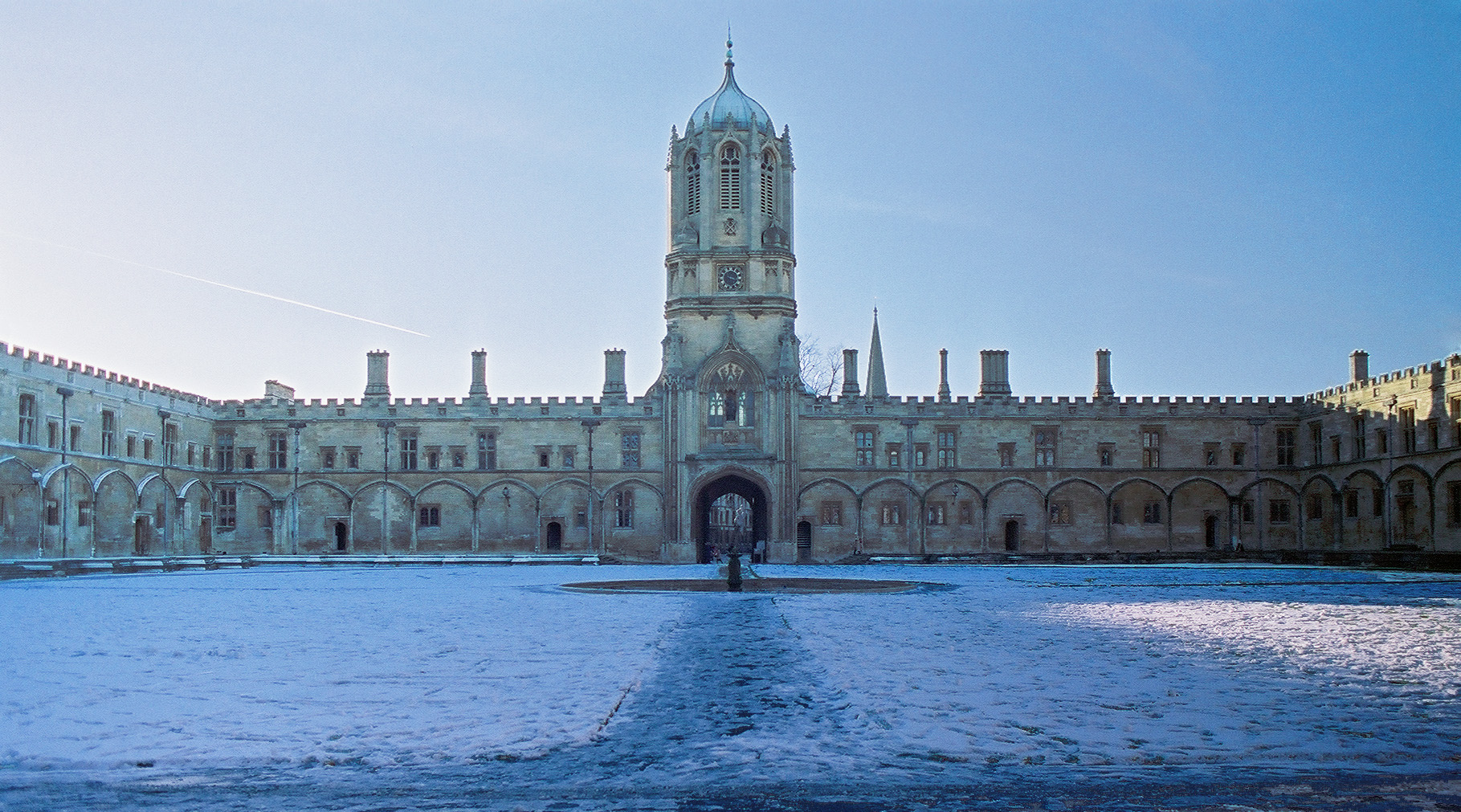
Patio principal del Christ Church.

El Christ Church (en latín: Ædes Christi, el templo o la casa de Cristo, y algunas veces conocido como The House), es uno de los colleges más grandes que constituyen la Universidad de Oxford en Inglaterra. Además de ser un college, el Christ Church es la iglesia catedral de la Diócesis de Oxford, llamada Christ Church Catedral, Oxford. La catedral tiene un famoso coro de hombres y niños, y es una de las principales fundaciones corales de Oxford. Fue fundado como el Monasterio de St. Frideswide (Santa Fredesvinda), Oxford; casa de monjes agustinos, pero fue desalojado por Enrique VIII de Inglaterra, durante la Disolución de los monasterios.
El Christ Church se ha visto tradicionalmente como el college más aristocrático de Oxford. Ha producido trece Primeros Ministros (los dos más recientes son Anthony Eden desde 1955 a 1957; y Sir Alec Douglas-Home desde 1963 a 1964), que es más que cualquier otro college de Cambridge u Oxford (y a solo dos del número total de los que han salido de Cambridge: 15). Sin embargo hoy en día la proporción de estudiantes provenientes de las escuelas públicas y privadas está bastante igualado, algo típico en la mayoría de los colleges de Oxford.
El college es el emplazamiento de las novelas Brideshead Revisited de Evelyn Waugh, así como de Alicia en el País de las Maravillas de Lewis Carroll. Más recientemente ha sido usado para rodar las películas del personaje de J. K. Rowling Harry Potter y la adaptación de la novela de Philip Pullman Luces del Norte (estrenada en cines con el título de La brújula dorada). Diferentes características arquitectónicas del college han sido imitadas en otros edificios, incluyendo la Universidad Nacional de Irlanda, Galway, que reproduce el Tom Quad. La Universidad de Chicago y la Universidad Cornell que ambas tienen reproducciones del comedor del Christ Church.
En julio de 2007, el college tenía un presupuesto estimado en 250 millones de libras.

## Historia

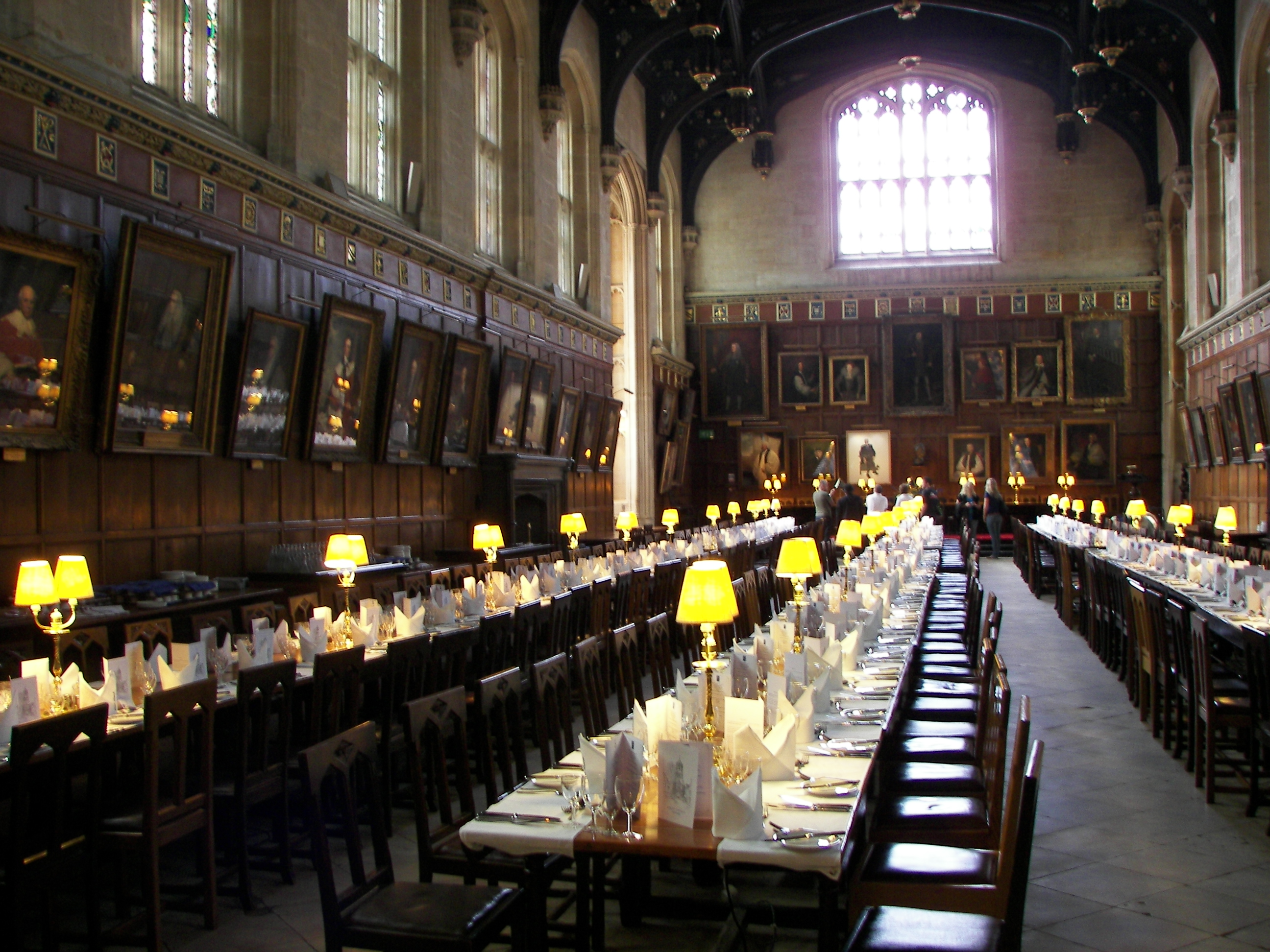
Comedor del Christ Church

En 1525, en la cima de su poder, el cardenal Thomas Wolsey, lord Canciller de Inglaterra y arzobispo de York, suprimió la abadía de San Frideswide en Oxford y fundó el Cardinal College en esas tierras, usando fondos de la disolución del monasterio de Wallingford. Planeó una gran fundación, pero cayó en desgracia y murió en 1529, antes que el college se terminara.
En 1531 el college en sí fue suprimido, y refundado en 1532 como King Henry VIII College por Enrique VIII de Inglaterra. Para 1546 el rey, que había roto con la Iglesia de Roma y adquirido gran riqueza con la disolución de los monasterios en Inglaterra, refundó el college como Christ Church como parte de la reorganización de la Iglesia de Inglaterra y le convirtió en catedral de la recién creada Diócesis de Oxford.
El hermano del Christ Church en la Universidad de Cambridge es el Trinity College, Cambridge, fundado en el mismo año por Enrique VIII de Inglaterra. Desde tiempos de la reina Isabel I de Inglaterra el college ha estado asociado con Westminster School, que continúa aportando gran cantidad de estudiantes al college.
La mayor parte de las ampliaciones fueran llevadas a cabo durante varios siglos, y el gran patio cuadrangular de Wolsey fue coronado por la famosa puerta-torre diseñada por Christopher Wren. Hasta hoy en día la campana de la torre, Great Tom, repica 101 veces a las 9 p. m. (hora de Oxford) todas las noches para recordar a los 100 alumnos originales [más uno añadido en 1664). Hace años esto significaba el cierre de las puertas de todos los colleges de Oxford. Aunque el reloj sigue la hora de Greenwich, la catedral se sigue guiando por la hora de Oxford para celebrar los servicios religiosos.
El rey Carlos I de Inglaterra hizo del Decanato su palacio y llevó a cabo sesiones parlamentarias en el Gran Salón durante la Guerra Civil Inglesa. Durante la mañana del 29 de mayo de 1645, durante el segundo sitio de Oxford, una bala de cañón disparada por parte de los parlamenteristas dio contra el muro norte del Salón.

## Edificios y terrenos

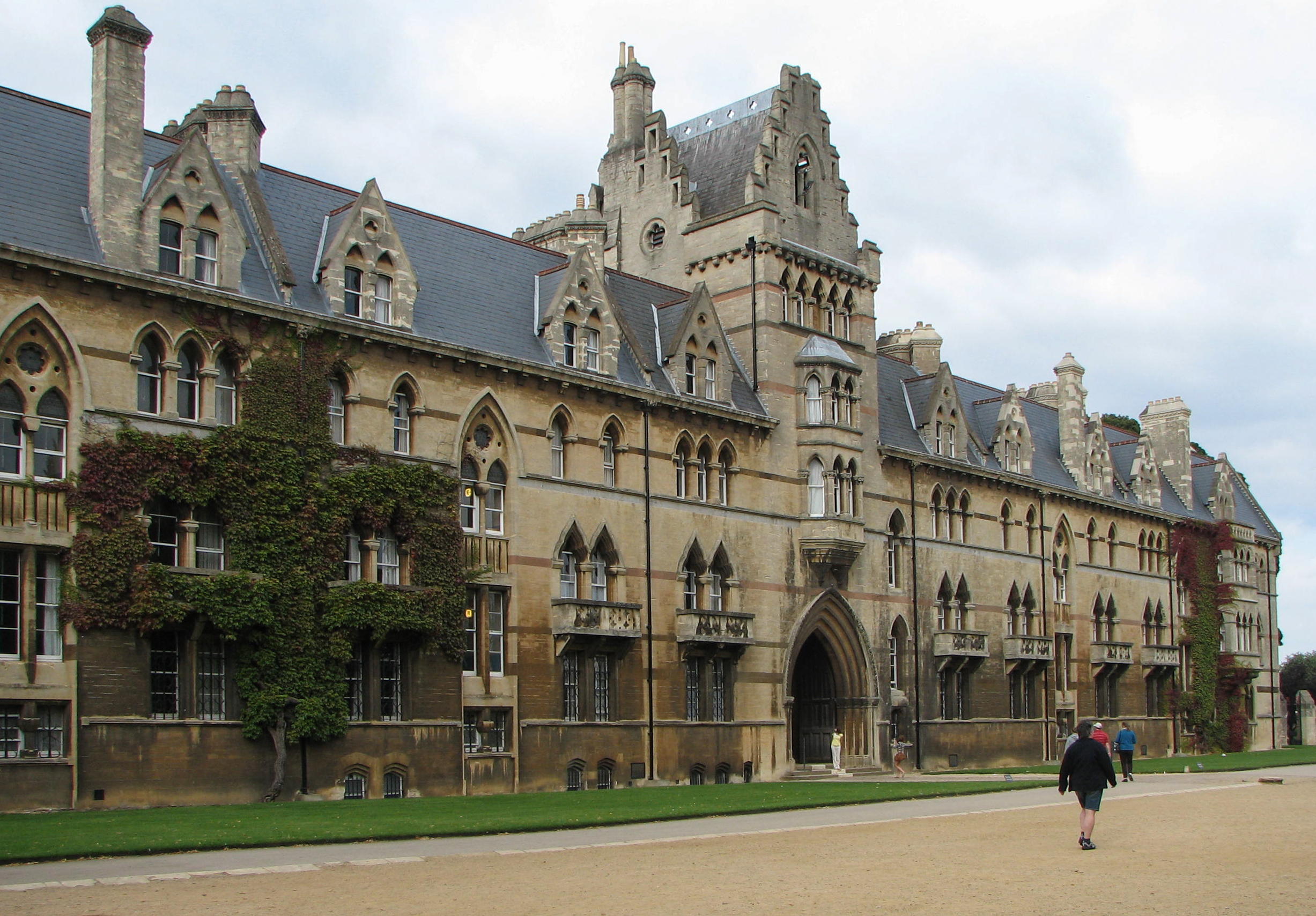
The Meadow Building

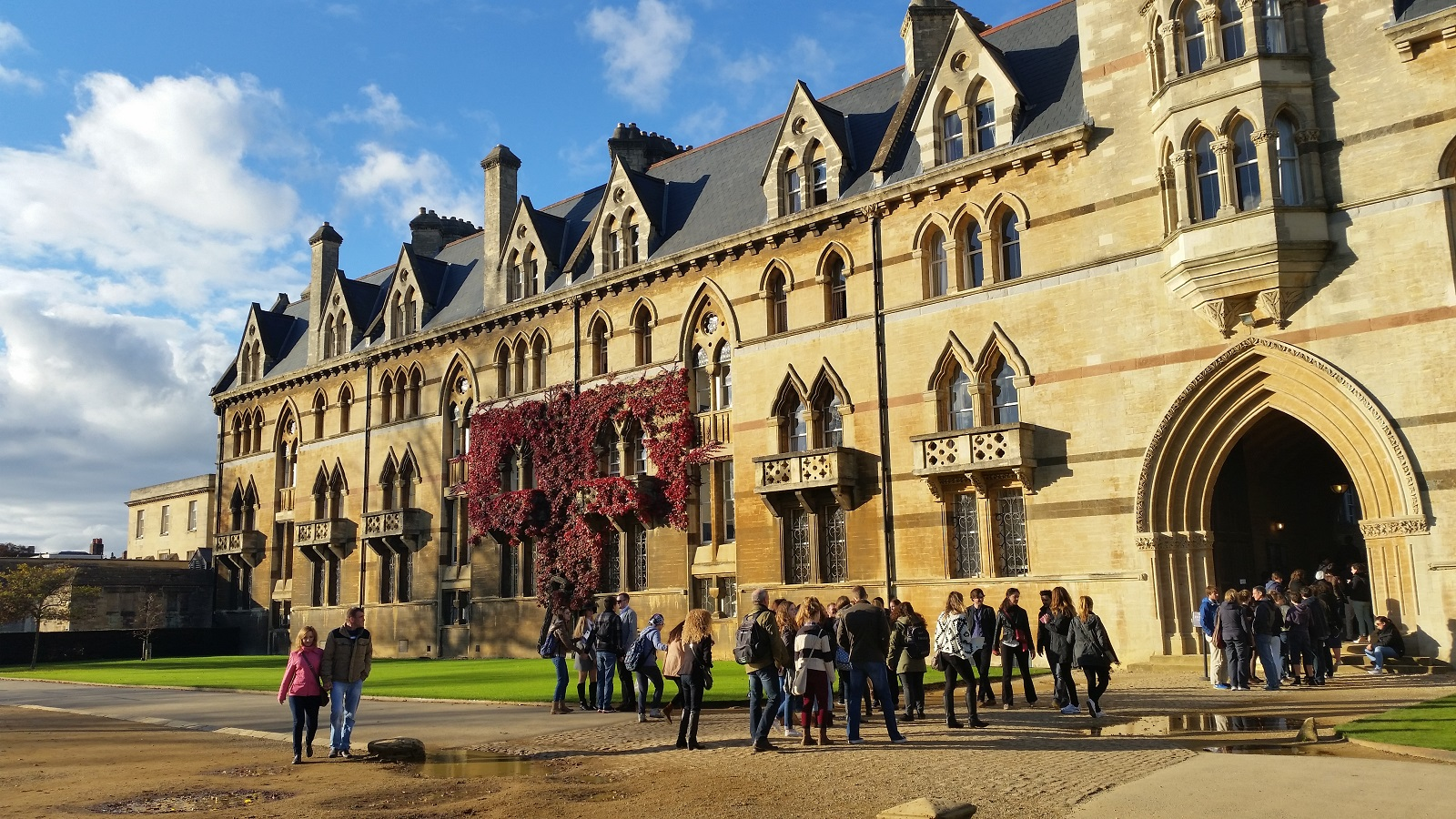
The Meadow Building en un día soleado de otoño

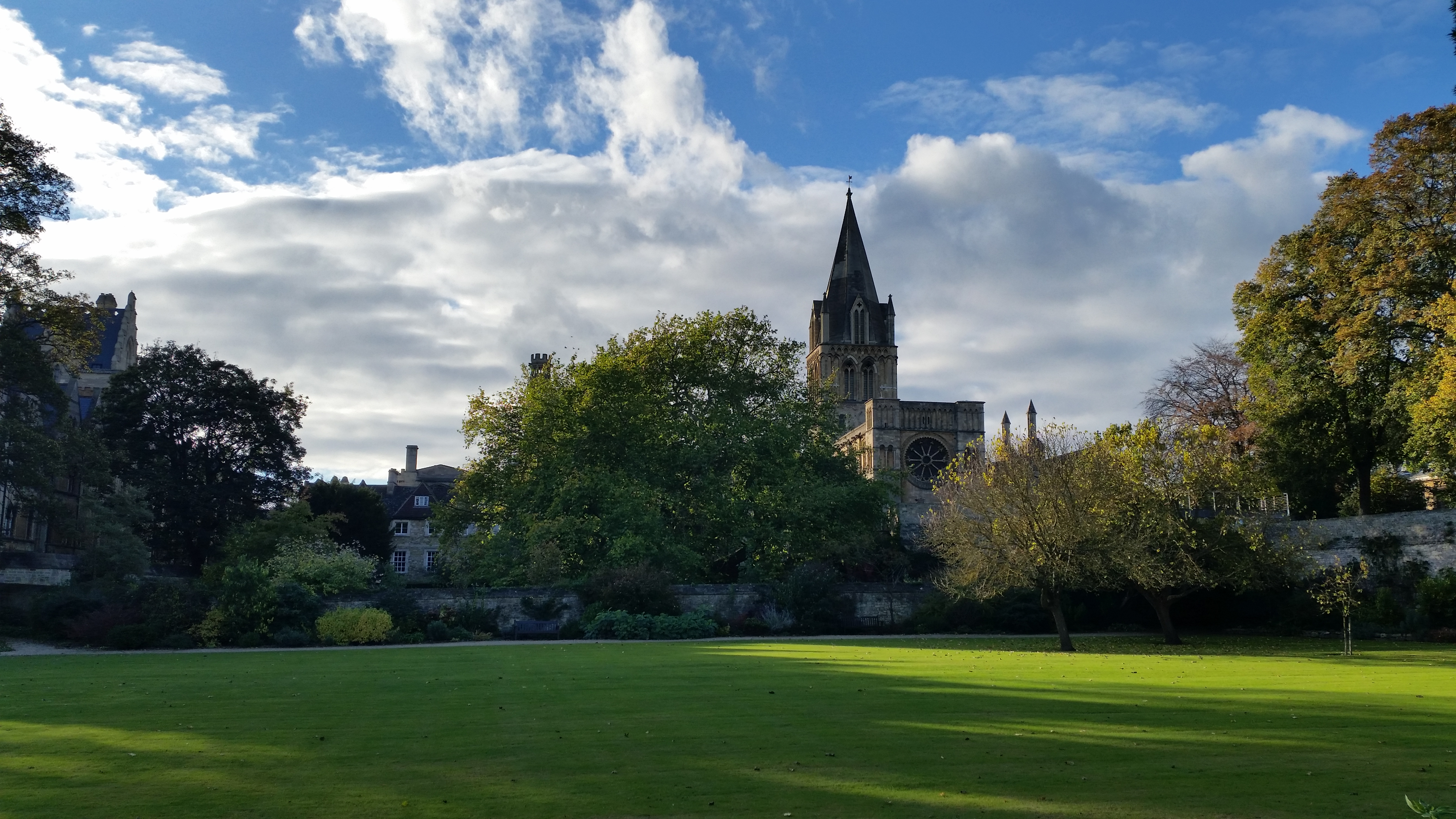
Christ Church Cathedral

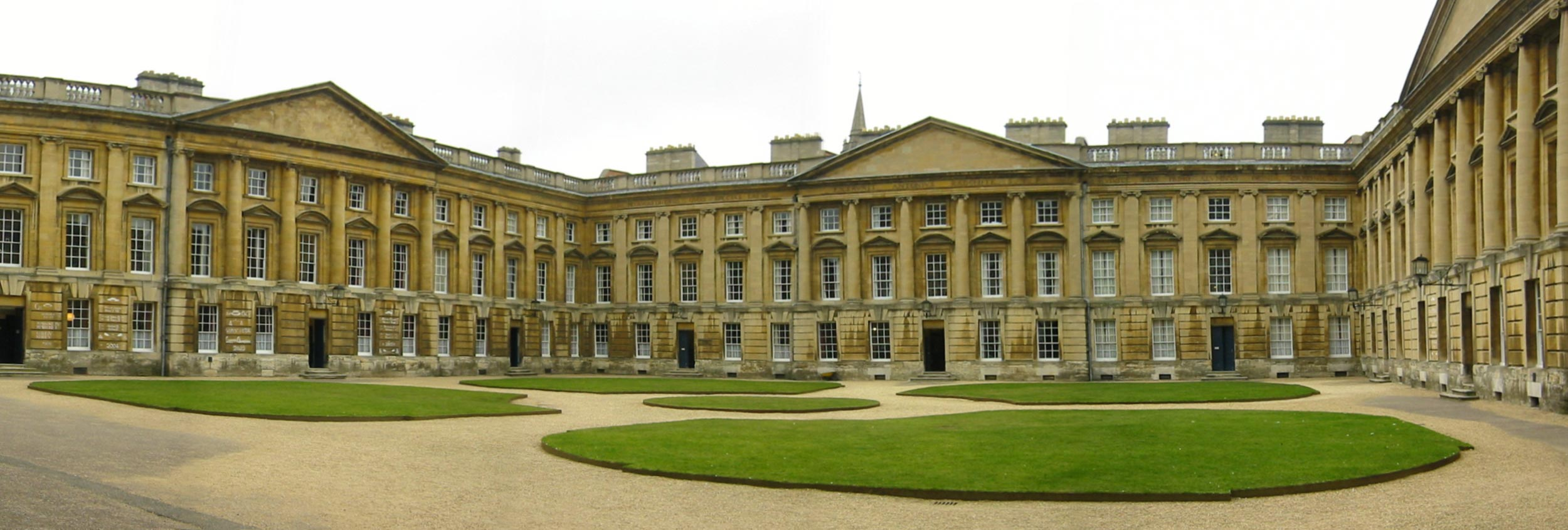
Peckwater Quadrangle

Christ Church tiene aproximadamente 71 hectáreas de terrenos. Esto incluye Christ Church Meadow (incluyendo  Merton Field  y Boathouse Island), que está abierto al público durante todo el año. Además, Christ Church posee el Aston's Eyot  (comprado al All Souls College en 1891), el terreno de recreación de Christ Church (incluido el sitio de los edificios de Liddell) y School Field, que ha sido arrendado a  Madgalen College School desde 1893. El prado en sí está habitado por ganado English Longhorn. En octubre de 1783, James Sadler  realizó el primer ascenso en globo aerostático en Gran Bretaña desde el prado. Los jardines, los cuadriláteros y el prado de la universidad están en el Grado I en el Register of Historic Parks and Gardens.
Christ Church tiene varios edificios arquitectónicamente significativos:
- Grado I listado:

- Christ Church Library (1717-1772)
- Christ Church Cathedral
- Peckwater Quadrangle (edificio neopalladiano diseñado por  Henry Aldrich, y construido en 1706-1711)
- The Great Quadrangle o Tom Quad, incluidos:

- Tom Tower
- Great Hall
- Mercury Fountain

- Canterbury Quadrangle (diseñado por James Wyatt, completado en 1783)
- Chapter House

- Grado II* listado:

- Blue Boar Quadrangle
- Christ Church Picture Gallery

- Otros:

- The Meadow Building (Grado II)
- The Old Library
- The Lee Building / Escuela de Anatomía (Grado II)
- Christ Church Kitchen & Scullery (Grado II)
- Old Brew House (Grado II)
- Edificios Liddell

## Colección de arte
La institución posee una importante colección de arte, con cerca de 200 pinturas y casi 2.000 dibujos . Entre los autores representados: Bernardo Daddi, Filippino Lippi, Tintoretto, Annibale Carracci (su famoso cuadro La carnicería), Salvatore Rosa, Hugo van der Goes, Anton van Dyck y Frans Hals. Entre los dibujos, los hay de Andrea del Verrocchio, Leonardo da Vinci, Miguel Ángel, Rafael Sanzio y Durero.

## Coro de la catedral
El coro, que es único en el mundo al ser de una catedral y un college, se compone de 12 hombres y 16 niños, junto con dos organistas. Seis de los hombres son coristas profesionales, y los otros seis son estudiantes. Los niños, cuyas edades están entre los ocho y los trece años, son elegidos por su habilidad musical y van a Christ Church Cathedral School.
Durante su historia, el coro ha atraído a muchos compositores y organistas -  desde su primer director, John Taverner, nombrado por el Cardenal Wolsey en 1526, hasta William Walton. El actual director de música (conocido como el Organista), es Stephen Darlington. En los últimos años, el coro ha grabado diferentes trabajos con compositores contemporáneos como John Tavener, William Mathias y Howard Goodall.